# Pilaria phaeonota
Pilaria phaeonota är en tvåvingeart som beskrevs av Alexander 1943. Pilaria phaeonota ingår i släktet Pilaria och familjen småharkrankar. Inga underarter finns listade i Catalogue of Life.